# Duratón (flod)

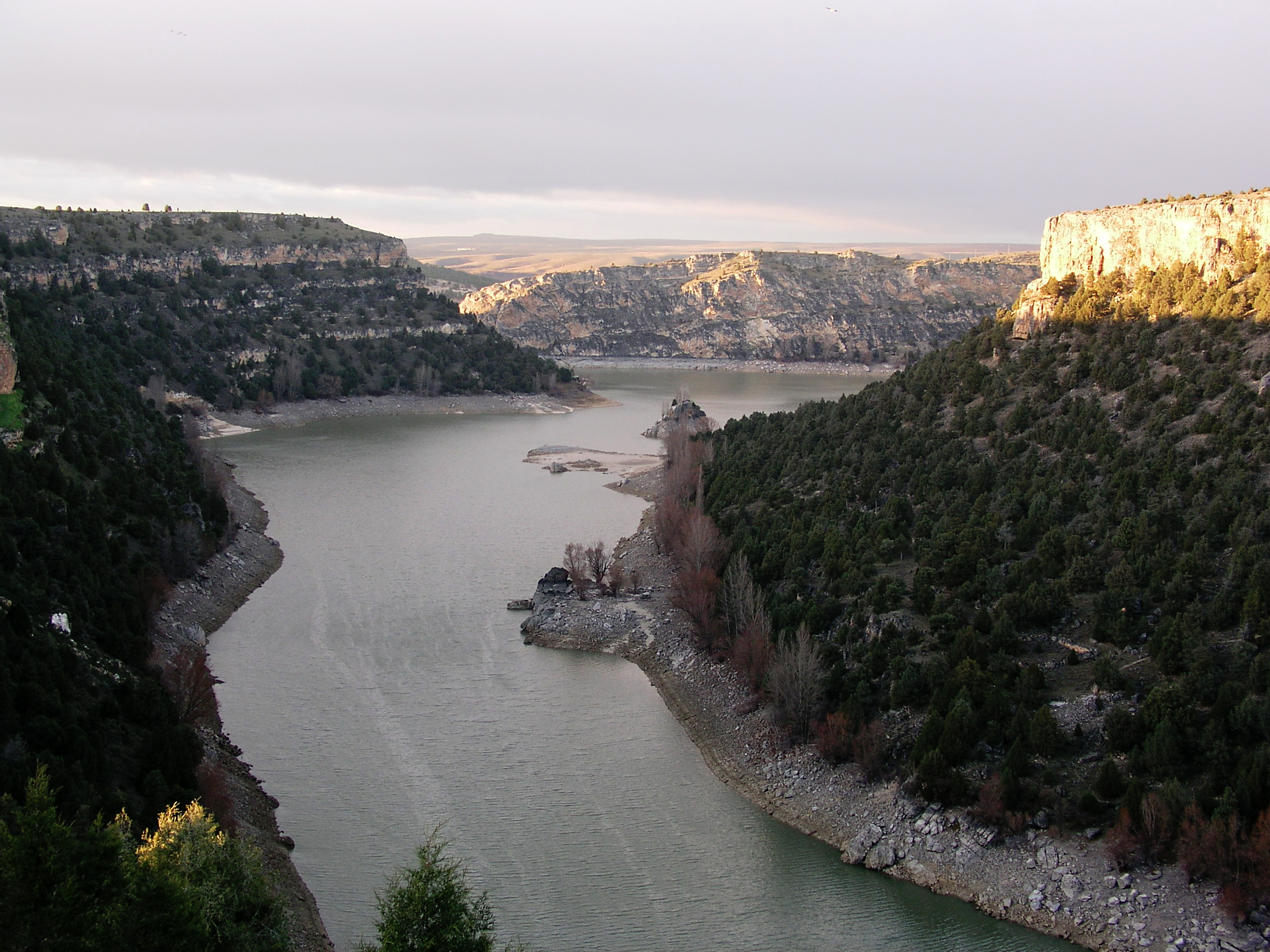
Duratón vid fördämningen vid Burgomillado

Floden Duratón rinner upp i kommunen Somosierra (Madrid) från sammanflödet med bäcken Pedriza och bäcken Peña, vid ruinerna av kvarnen vid Peña del Chorro, vid foten av peña Cebollera, i bergskedjan Ayllón, och passerar Sepulveda, och fångas upp av fördämningarna vid Burgomillodo och San Miguel de Bernuy, som är den nya reservoarer i Vence, den bevattnar Fuentidueña för att sedan rinna ut på vänster sida av Duerofloden vid Peñafiel, i provinsen Valladolid. Dess bifloder är floden Hoz, floden Serrano, floden Caslilla och floden San Juan. 
Namnet som betyder "lilla Duero" kommer från en gammal diminutivform på kastilianska "ón".
Flodens rinner genom naturskyddsområdet Hoces del Rio Duratón vid floden Duratón.